# Marie Sasse

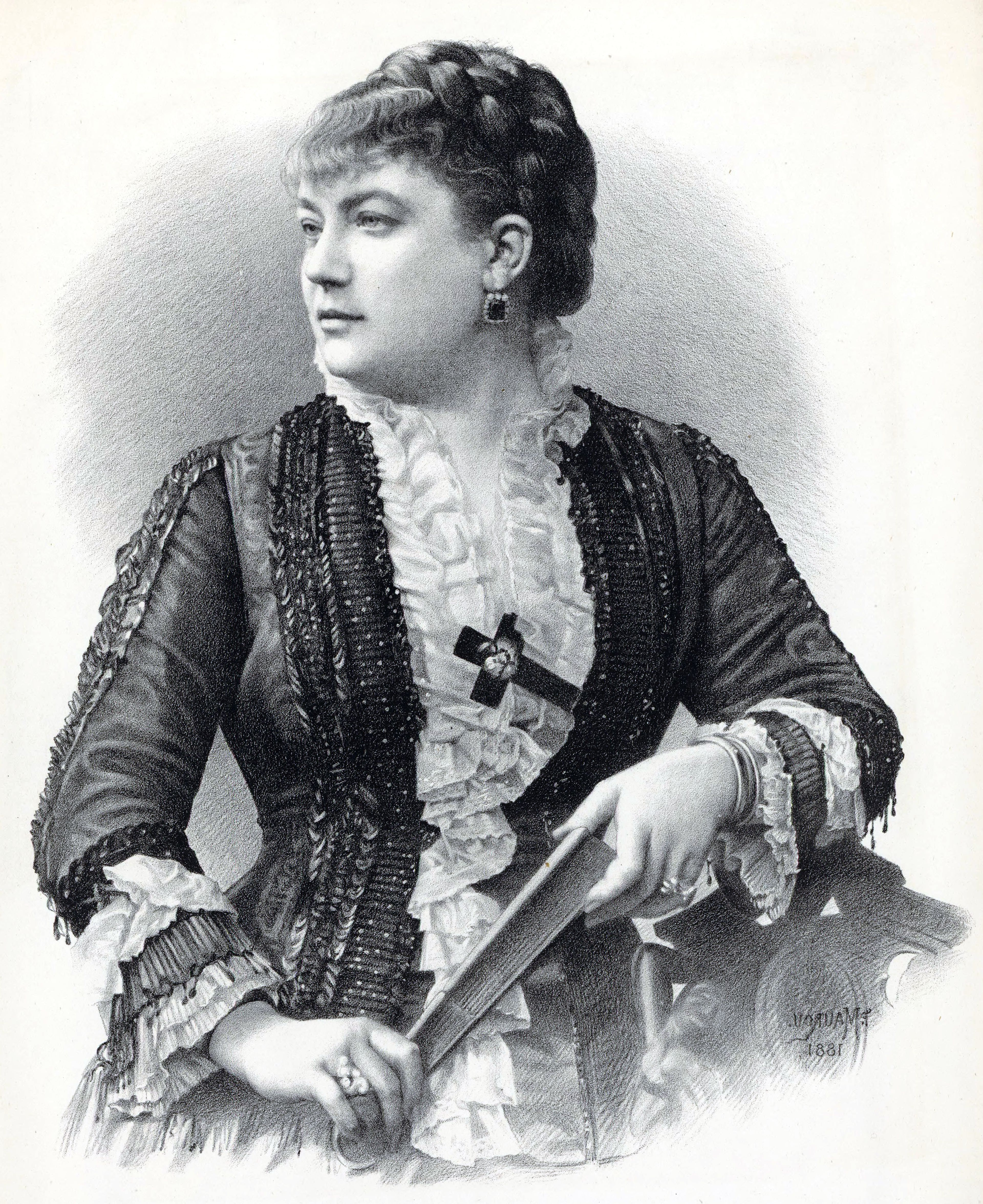
Marie Sasse en 1881

Marie Constance Sasse [Sax, Saxe, o Sass] (Ghent, Bélgica, 26 de enero de 1834 - Auteuil (París), Francia, 8 de noviembre de 1907) fue una soprano belga. Fue conocida internacionalmente en su época, especialmente en la Ópera de París, donde protagonizó los estrenos de L'Africaine de Meyerbeer, Don Carlos de Verdi o la versión francesa de Tannhäuser, de Wagner.

## Biografía
Comenzó su educación musical en Gante, con Françoise Auguste Gevaert y en Milán, con Francesco Lamperti. Su debut escénico se produjo en 1852 en Venecia, bajo el nombre Marie Sax, con la Gilda de Rigoletto. Posteriormente se empleó como cantante de café en Bruselas y París, donde la escuchó la cantante Delphine Ugalde, quien le dio clases de canto y le consiguió un contrato en el Théâtre Lyrique (una de las cuatro compañías de ópera de la capital francesa) donde debutó como la Condesa de Las bodas de Figaro en 1859. Ese mismo año alcanzó en ese teatro uno de sus primeros grandes éxitos, al cantar, junto a Pauline Viardot-García en la nueva versión de Hector Berlioz del Orfeo y Euridice de Gluck. Al año siguiente fue contratada por el Théâtre Impérial de l'Opéra, donde permanecería como primadonna durante casi 20 años. Su primera actuación fue en agosto de 1860, en Robert le diable. El propio Richard Wagner eligió a Marie Sasse en 1861 para interpretar a Elisabeth en el estreno de la versión revisada de Tannhäuser en París. Aunque no constituyó un éxito, el compositor alabó el trabajo de Sasse, y le dedicó una copia de la partitura. La soprano continuó triunfando en el teatro, con algunos de los roles principales del repertorio de la compañía (Leonore en la versión francesa de Il trovatore, Rachel en La Juive de Halevy o Valentine en Les Huguenots). En 1863, Verdi preparó concienzudamente con la cantante una reposición de Les vêpres siciliennes. En 1865 protagonizó el estreno de L'Africaine, de Meyerbeer. El compositor, que falleció antes de poder escuchar su ópera, había elegido a Marie para el papel de Selika antes de su muerte. Fue en esta época cuando el constructor de instrumentos Adolphe Sax (inventor del saxofón) presentó una demanda para impedir que utilizara en escena los nombres Sax o Saxe. A partir de entonces se la conoció como Sasse o Sass.
En 1867 intervino en la presentación de la nueva Grand opéra de Verdi para la Ópera de París: Don Carlos, en el papel de Isabelle de Valois. De nuevo, Verdi trabajó a conciencia con los cantantes en París durante meses, aunque, tras el estreno (con no demasiado éxito) se quejó del escaso entusiasmo de Sasse con el papel. Años después, el propio Verdi se opuso a que Sasse cantara el papel de Amneris en el estreno de Aida en El Cairo. Tuvo una gran repercusión, durante la Guerra Franco-Prusiana, cantando La Marsellesa intercalada en una representación de La muette de Portici. 
Fuera de la ópera de París, Sasse se presentó en Italia, Rusia e Inglaterra. En la temporada 1869/70 cantó en la Scala de Milán, incluyendo el estreno mundial de Il Guarany de Carlos Gomes. En 1872/73 cantó en el Teatro Real de Madrid. Se retiró de la escena en 1877, a los 43 años, para dedicarse a la enseñanza del canto. En 1902 publicó un libro de memorias: Souvenirs d'une artiste.